# Poveru dai cannu ses naschidu
Poveru dai cannu ses naschidu (in italiano: Povero da quando sei nato) è una poesia del poeta Nicolò Rubanu che è stata registrata A sa seria: da su tenore Gruppo Rubanu nel 1973. Questi versi sono un canto d'autore di ispirazione folklorica.

## La composizione poetica ed il testo
La composizione è costituita da 14 endecasillabi. Per quanto riguarda la metrica la composizione è un po' atipica, infatti questa è costituita da tre quartine (secondo lo schema ABBA - BABA- CBCB) e da un distico di chiusura (EC) non in rima.
I versi composti dal poeta orgolese hanno un contenuto politico, in particolare costituiscono una denuncia di uno stato di disagio umano e sociale nel mondo pastorale sardo di quell'epoca. Le strofe descrivono la dura vita del servo pastore (su teraccu pastore) e l'indifferenza del padrone (su mere) riguardo alla condizione del suo dipendente, nonostante il lavoro di quest'ultimo contribuisca a garantire il suo benessere.

## Esecuzione e pubblicazione del brano
Gli endecasillabi, come di regola nel canto a tenore, sono cantati a "sa seria" (detta anche boche 'e notte o boche nota) quindi in maniera pacata.
La prima pubblicazione del brano, registrato dal Gruppo Rubanu di Orgosolo risale al 1976 quando il brano fu inserito nell'album free jazz The New Village on the Left di Marcello Melis. Il brano nel disco è diviso in due tracce: la prima, con il titolo Annex A, contiene il canto monodico con tutto il testo, la seconda Third House è eseguita da "su tenore" Gruppo Rubanu e da Roswell Rudd al trombone.

## Formazione
- Egidio Muscau (boghe)
- Antonio Buffa (mesa 'oghe)
- Sebastiano Piras  (contra)
- Nicolò Giuseppe Rubanu  (bassu)

## Altre raccolte
- 2005, Canto a tenore e musica strumentale, a cura di Ignazio Macchiarella, prodotto dalla Rai (brano n.3 di 28 nel CD1)[1]